# Desert Land
Desert Land è il terzo album della band heavy metal Narnia.

## Il Disco
Anche in questa copertina, in primo piano è Aslan, il leone de Il leone, la strega e l'armadio, parte dell'opera fantasy di C. S. Lewis, Le cronache di Narnia.
Le nove tracce dell'album in questione offrono un heavy melodico dallo stile fortemente neoclassico in cui non mancano momenti power e speed, presenti soprattutto nella prima parte del disco.
Come nei precedenti dischi, sono presenti innumerevoli assoli del chitarrista (ma anche bassista e tastierista) Carljohan Grimmark, di chiara ispirazione malmsteeniana, soprattutto nelle tracce strumentali, The light at the end of the tunnel e Misty morning. La canzone The witch and the Lion rivede il classico di Lewis in chiave spirituale come la lotta tra il bene ed il male. Tutte le canzoni sono corredate da tematiche cristiane.

## Tracce
1. Inner Sanctum – 5:45
2. The Witch and the Lion – 4:17
3. Falling from the Throne – 5:15
4. Revolution of Mother Earth – 5:00
5. The Light at the End of the Tunnel – 4:32
6. Angels Are Crying – 4:59
7. Walking the Wire – 5:39
8. Misty Morning – 4:05
9. Trapped in This Age – 20:21

## Formazione
- Christian Liljegren - voce
- Jakob Persson - basso
- Martin Claesson - tastiere
- Andreas Johannson - batteria
- Carl Johan Grimmark - chitarra, basso, tastiere